# 艾莉·瓦格纳
艾莉·瓦格纳（英語：Aly Wagner，1980年8月10日—），美国女子足球运动员。她曾代表美国参加2004年和2008年夏季奥林匹克运动会足球比赛，获得二枚金牌。她也曾参加2003年和2007年女子足球世界杯。